# Winona, Mississippi
Winona är en ort (city) i Montgomery County i delstaten Mississippi i USA. Orten hade 4 505 invånare, på en yta av 35,09 km² (2020). Winona är administrativ huvudort (county seat) i Montgomery County. Orten grundade 1861.